# Ujungberung
Ujungberung is een bestuurslaag in het regentschap Majalengka van de provincie West-Java, Indonesië. Ujungberung telt 2966 inwoners (volkstelling 2010).